# Domein Bokrijk

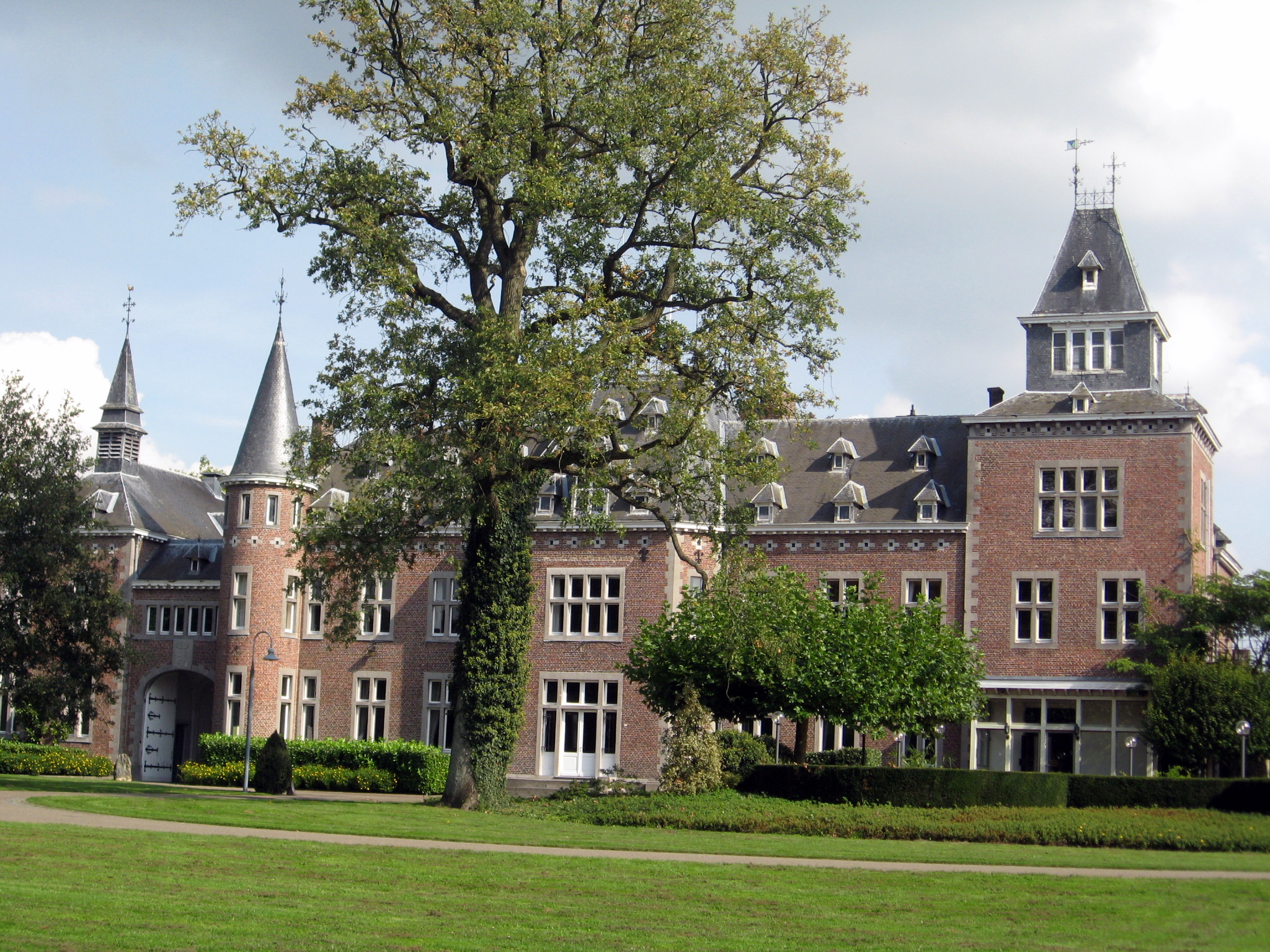
Schloss Bokrijk

Die Domein Bokrijk ist ein ehemaliges Landgut, das heute als Freizeitpark genützt wird. Bekannt ist sie als Sitz das Freilichtmuseum der belgischen Region Flandern. Daneben beherbergt sie u. a. ein historistisches Schloss, ein Arboretum und eine Freilichtbühne.

## Lage
Die Domäne liegt im Genker Ortsteil Bokrijk, 7,5 km westlich von Genk – etwa in der Mitte zwischen den belgischen Städten Genk und Hasselt in der Provinz Limburg im flämischen Teil von Belgien.

## Die Geschichte der Domäne
Die ehemalige Domäne wurde im Jahr 1938 von der Provinz Limburg auf Betreiben des Gouverneurs Hubert Verwilghen erworben. Seine Idee einer Verbindung von Kultur und Natur konnte aber erst ab 1953 mit dem Beginn der Errichtung des Freilichtmuseums durch den Gouverneur Luis Roppe umgesetzt werden. Dabei sollte verhindert werden, dass Gebäude von kulturellem und historischen Wert im Zuge der veränderten Wohnbedürfnisse der Nachkriegszeit verschwinden. Das Freilichtmuseum wurde offiziell am 12. April 1958 eröffnet. Joseph Weyns war der Inspirator und erster Kurator des Museums. Durch eine Änderung der Gesetzgebung in Belgien und Flandern dürfen Gebäude von historischem Wert heute (2014) nur noch in situ erhalten werden, was bedeutet, dass das Museum nicht mehr durch Originalgebäude vergrößert werden kann.

## Das Freilichtmuseum

### Konzept
Das Freilichtmuseum (niederländisch: Openluchtmuseum Bokrijk) besitzt 140 authentische historische Gebäude, kleinere Gebäude wie Backöfen oder Geflügelställe nicht mitgezählt. Das älteste Gebäude stammt aus dem Jahre 1507. Überwiegend handelt es sich um landwirtschaftliche Gebäude vom späten 17. bis zum Ende des 19. Jahrhunderts. Neben Bauernhöfen finden sich wichtige Gebäude des täglichen Dorflebens wie Schulen, Kirchen, Gasthöfe und Handwerkerwerkstätten.

### Die Museumsdörfer

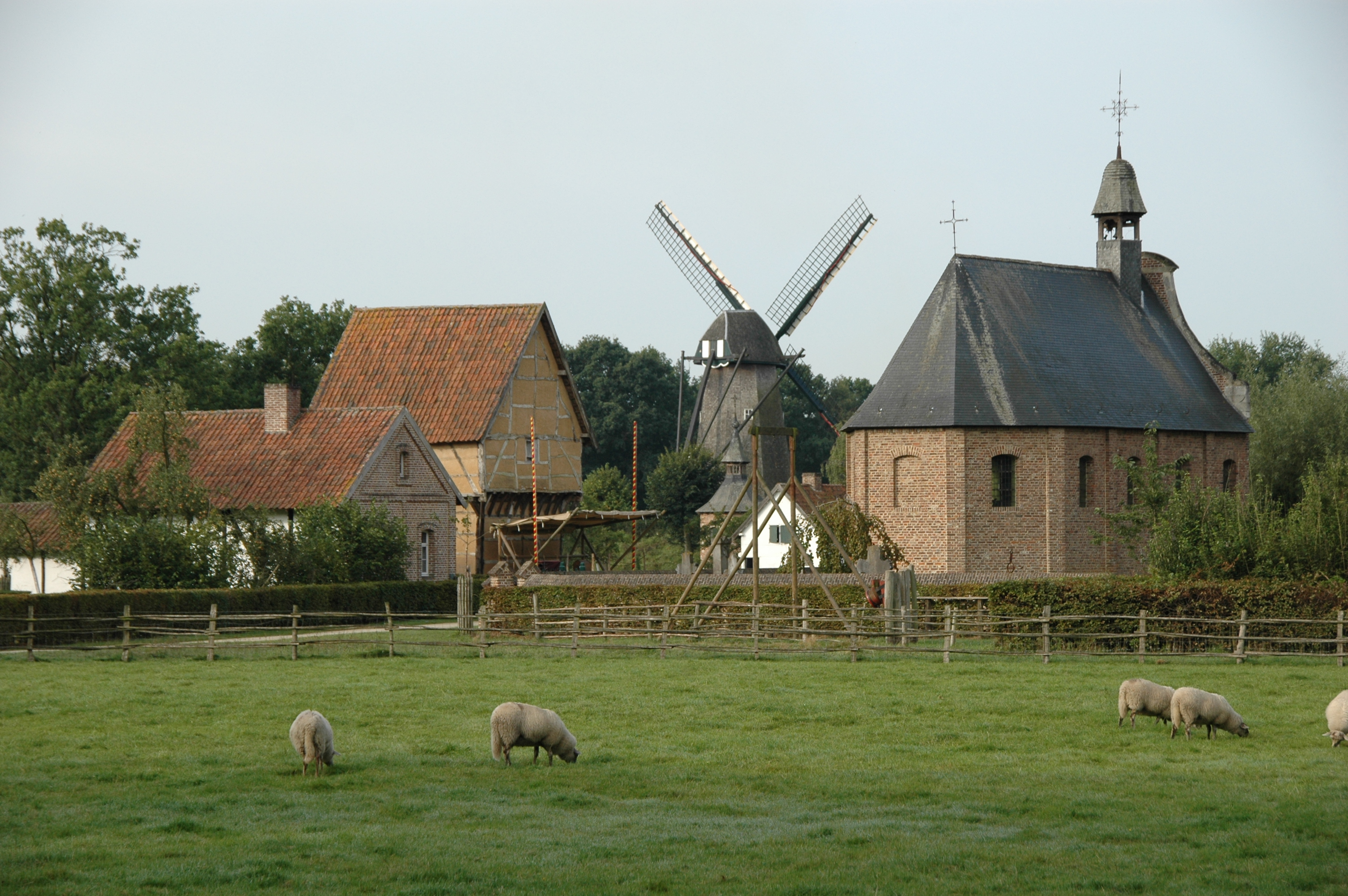
Dorf Haspengau

Das Museum besteht aus drei Museumsdörfern mit jeweils einem Dorf für die Regionen
- Ost- und Westflandern
- Hespengau
- Kempen

### Die Alte Stadt
Neben diesen Dörfern gibt es einen „Alte Stadt“ (oude stad) genannten Bereich, in den Häuser aus Antwerpen transloziert wurden. Dahinter stand die Idee, das durch Kahlschlagsanierung bedrohte Architektonische Erbe Antwerpens zu retten. Diese Idee, einen Teil Antwerpens oder eine künstliche Stadt aus Gebäuden verschiedener flämischer Städte in der ländlichen Umgebung des Freilichtmuseums aufzubauen, war von Anfang an stark umstritten.
Mit dem Bau der Alten Stadt wurde deshalb erst 1973 unter der Leitung des neuen Museumkurators Marc Laenen begonnen. Dabei sollten eine Reihe von Straßen und Plätzen aus den verschiedenen flämischen Regionen geschaffen werden. Von diesem Plan wurde jedoch nur ein Bruchteil realisiert. Im Jahr 1984 wurden die Arbeiten aufgrund der anhaltenden Kritik an dem städtischen Wiederaufbau eingestellt. Die Alte Stadt ist heute im Wesentlichen eine Rekonstruktion von siebzehn Antwerpener Häusern vom späten 14. bis zum 16. Jahrhundert. Eine Parallele für einen städtischen Bereich in einem ländlichen Freilichtmuseum findet sich im etwa zeitgleich entstandenen Freilichtmuseum Hessenpark.
Spätestens ab diesem Zeitpunkt wurde ein Konzept zur Entwicklung dieses Museumsbereichs gesucht. Im Museumsführer von 2001 ist die Alte Stadt in der Übersichtskarte und auf der damaligen Internetseite dargestellt, wird aber ansonsten im Museumsführer nirgends erwähnt. 2009 wurde die Alte Stadt schließlich zu einer Eventlocation entwickelt und mit einem Hangar 58 genannten Saal für 2000 Besucher ergänzt.
Heute wird die Alte Stadt als  eine unabhängig vom Museum nutzbare Eventlocation für Firmenseminare von 20 bis 300 Teilnehmern  und für Business-Events von 300 bis 10.000 Personen sowie für Familienfeiern angeboten.